# Volksen (Rinteln)
Volksen ist ein Ortsteil der Stadt Rinteln im niedersächsischen Landkreis Schaumburg.

## Geografie und Verkehrsanbindung
Der Ortsteil liegt südlich des Kernbereichs von Rinteln unweit der Landesgrenze zu Nordrhein-Westfalen. Die Weser fließt nördlich.
Westlich verläuft die Landesstraße L 435 und nordwestlich die B 238.

## Geschichte
Im Jahr 1910 hatte der Ort 215 Einwohner, am 31. Dezember 2013 waren es 286.

## Politik
Mit dem Nachbarort Krankenhagen gibt es den gemeinsamen Ortsrat Krankenhagen-Volksen, der sich aus neun Mitgliedern zusammensetzt. Die Ratsmitglieder werden durch eine Kommunalwahl für jeweils fünf Jahre gewählt.
Bei der Kommunalwahl 2021 ergab sich folgende Sitzverteilung:
| Ortsrat 2021Insgesamt 9 Sitze - SPD: 6 - Grüne: 1 - CDU: 2 |